# Plan de Trump para la Franja de Gaza

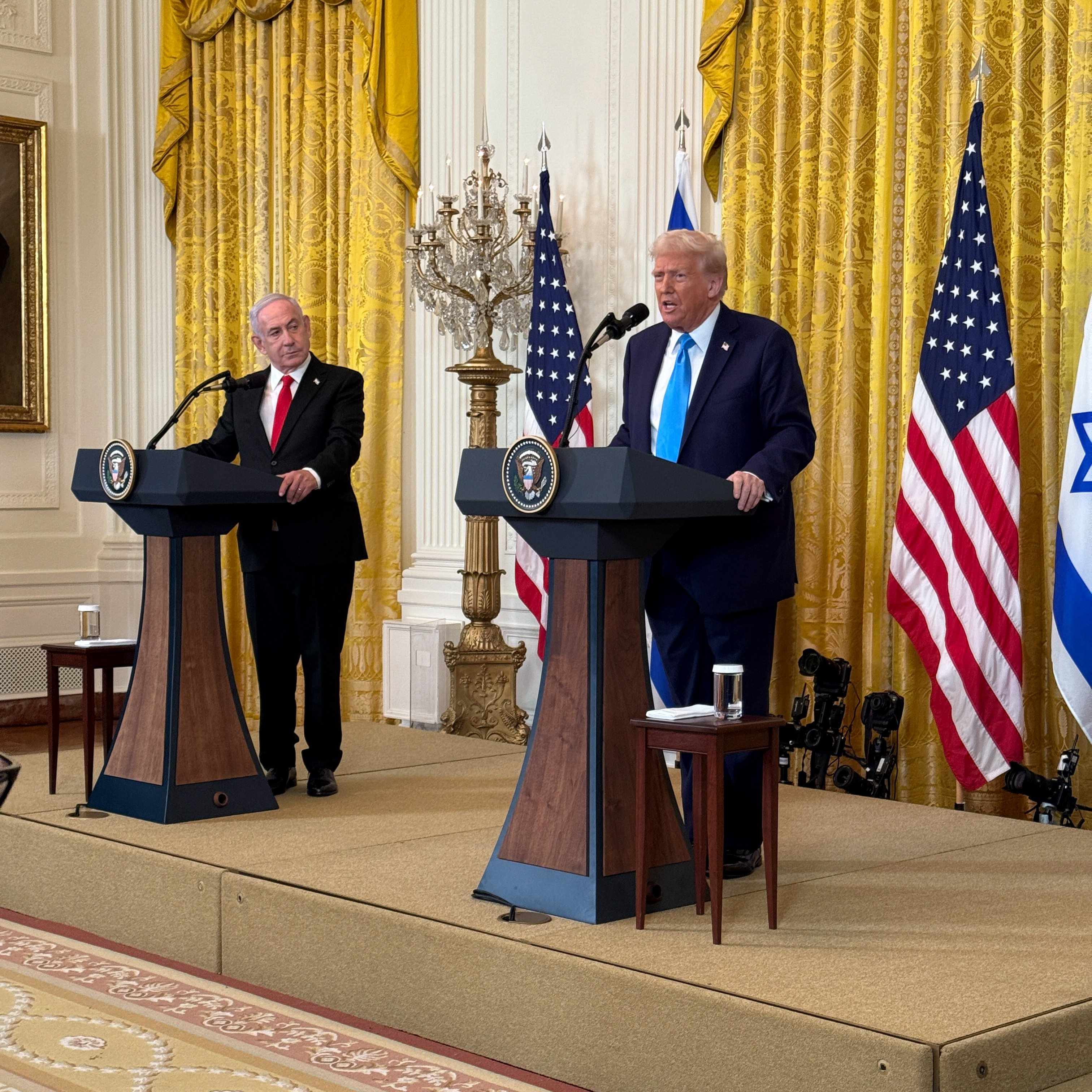
El presidente de Estados Unidos, Donald Trump, y el primer ministro israelí, Benjamin Netanyahu, anuncian el plan propuesto en una conferencia de prensa en la Casa Blanca, el 4 de febrero de 2025.

El plan de Trump para la Franja de Gaza es una propuesta de Donald Trump, el presidente de los Estados Unidos, para desarrollar la Franja de Gaza y convertirla en una Riviera del Medio Oriente, después de que los Estados Unidos tomaran el control de la región al final de la guerra de Gaza.
El 4 de febrero de 2025, Trump reveló el plan durante una conferencia de prensa conjunta en la Sala Este de la Casa Blanca, junto al primer ministro de Israel, Benjamin Netanyahu. El plan propone la reubicación temporal de una porción significativa de la población palestina en Gaza hacia Egipto, Jordania y otros países.